# Communes de la province de Viterbe
- Haut – A
- B
- C
- D
- E
- F
- G
- H
- I
- J
- K
- L
- M
- N
- O
- P
- Q
- R
- S
- T
- U
- V
- W
- X
- Y
- Z

## A
- Acquapendente
- Arlena di Castro

## B
- Bagnoregio
- Barbarano Romano
- Bassano Romano
- Bassano in Teverina
- Blera
- Bolsena
- Bomarzo

## C
- Calcata
- Canepina
- Canino
- Capodimonte
- Capranica
- Caprarola
- Carbognano
- Castel Sant'Elia
- Castiglione in Teverina
- Celleno
- Cellere
- Civita Castellana
- Civitella d'Agliano
- Corchiano

## F
- Fabrica di Roma
- Faleria
- Farnese

## G
- Gallese
- Gradoli
- Graffignano
- Grotte di Castro

## I
- Ischia di Castro

## L
- Latera
- Lubriano

## M
- Marta
- Montalto di Castro
- Monte Romano
- Montefiascone
- Monterosi

## N
- Nepi

## O
- Onano
- Oriolo Romano
- Orte
- Orvieto

## P
- Piansano
- Proceno

## R
- Ronciglione

## S
- San Lorenzo Nuovo
- Soriano nel Cimino
- Sutri

## T
- Tarquinia
- Tessennano
- Tuscania

## V
- Valentano
- Vallerano
- Vasanello
- Vejano
- Vetralla
- Vignanello
- Villa San Giovanni in Tuscia
- Viterbe
- Vitorchiano